# Keb’ Mo’
Кевин Рузвельт Мур (англ. Kevin Roosevelt Moore известный под псевдонимом Keb’ Mo’; 3 октября 1951, Комптон, Калифорния, США) — американский блюзовый гитарист, мультиинструменталист, вокалист и автор песен. Пятикратный лауреат премии «Грэмми» (1996, 1998, 2004, 2017, 2020) и семикратный номинант на Грэмми (дважды 2001, 2005, 2006, 2011, дважды 2014, 2019, 2025). 18-кратный лауреат Blues Music Awards в номинациях «Исполнитель акустического блюза» (1997—2002, 2021, 2022, 2024, 2025), «Исполнитель современного блюза» (1999, 2000, 2018), «Альбом кантри/акустического блюза» (1995), «Альбом современного блюза» (2015, 2018), «Песня года» (1999), «Альбом года» (2018); номинант Blues Music Awards в номинациях  «Исполнитель современного блюза» (1997), «Исполнитель акустического блюза» (1996)..

## Биография
Кевин Мур родился в Комптоне в 1951 году в семье выходцев из Луизианы и Техаса, любителей госпел и блюза. С десяти лет играл в школьном оркестре на трубе. В то же время начал свою карьеру в качестве барабанщика на стальных барабанах в школьной группе, исполнявшей калипсо и играл в ней с 11 до 19 лет, и даже с 14 лет записываясь в студии как профессиональный музыкант: «Я играл на всех инструментах в группе стальных барабанов. Я начал с басового барабана. Потом перешел на двойной барабан. Я играл на нем. Потом я перешел на ведущий барабан. После этого я перешел на трэп-барабаны и конги. Я даже играл на Limbo. Я исследовал каждый ударный инструмент и выучил все основные, традиционные, афро-кубинские ритмы на конгах» . Затем, в 12-летнем возрасте, его дядя дал ему попробовать гитару и с того времени он не оставлял инструмент, обучаясь и совершенствуя свою игру, в том числе обучаясь у педагогов. К подростковому возрасту Кевин Мур был уже достаточно опытным гитаристом.
После школы он играл в различных группах, исполнявших популярную музыку. В 1970 году его пригласил Папа Джон Крич в качестве гитариста своего сайд-проекта Zulu, и Кевин Мур в течение 1970-х записался на четырёх сольных альбомах скрипача. В то же время он получил свой первый «золотой» диск: песня «Git Fiddler», написанная в соавторстве с Папой Джоном Кричем, вошла в состав альбома Red Octopus группы Jefferson Starship, добравшимся до 1 места в Billboard 200. После того, как музыкант прекратил работу с Папой Джоном Кричем, он стал работать доставщиком цветов, время от времени выступая в клубах. С 1977 по 1980 год он был штатным автором и сессионным музыкантом на A&M Records. В 1980 году Кевин Мур выпустил свою первую пластинку, которая не снискала большого успеха. С начала 1980-х играл в блюзовой группе Who Dunnit Band вместе с Бобби Блу Блэндом. Погрузившись с этой группой в блюз (сам музыкант говорит, что участие в этой группе стало «вероятно, самым важным элементом в развитии моего понимания блюза» ). В конце 1980-х  Кевин Мур брал уроки вокала у Глории Беннетт .
В 1994 году музыкант, уже под псевдонимом Keb’ Mo’ (который был придуман барабанщиком группы Кевина Мура как «уличная» аббревиатура имени и раскручен лейблом) выпустил свой второй альбом, который тут же был признан «Альбомом кантри/акустического блюза» по версии Blues Music Awards, став таким образом первой из 17 премий Blues Music Awards, которые музыкант получил впоследствии. Музыкант был замечен и стал, в частности, выступать на разогреве у крупных звёзд, в их числе были Джефф Бек, Карлос Сантана, Бадди Гай и Джо Кокер. В одном обзоре его вокал в альбоме сравнивали с Отисом Реддингом и Дэвидом Раффином, и хвалили его способность легко переключаться между 12-тактовым блюзом и мелодичными фолк-поп-балладами . В 1996 году вышел второй альбом Just Like You, записанный с Джексоном Брауном и Бонни Рэйтт, который в номинации «Лучший альбом современного блюза» получил первую из пяти наград Грэмми, принадлежащих музыканту и обеспечил  Keb’ Mo’ звание лучшего исполнителя акустического блюза. Альбом 1998 года Slow Down повторил успех, получив «Грэмми», а сам музыкант стал лучшим исполнителем, на этот раз, современного блюза.
С того времени и по сей день музыкант активно записывается, собирая премии и номинации на «Грэмми» (номинирован в частности на «Грэмми» 2025 года) и премии Blues Music Awards, гастролирует по всему миру, выступал на различных площадках от Карнеги-холла до Белого дома, приглашается на самые престижные фестивали, включая Чикагский блюзовый фестиваль, джазовый фестиваль в Монтрё, сотрудничает и выступает со многими музыкантами. Песни его авторства исполняли многие известные музыканты, в их числе например Би Би Кинг, Бадди Гай, Dixie Chicks, Джо Кокер, Роберт Палмер и Том Джонс . Снимался в нескольких фильмах, в частности в 1998 году он сыграл Роберта Джонсона в документальном фильме «Разве ты не слышишь вой ветра?», телесериале Прикосновение ангела, фильме 2007 года «Медовый капкан». Он является автором заглавной музыкальной темы ситкома Майк и Молли .
Keb’ Mo’ использует несколько типов гитар, включая электрогитары, акустические гитары и резонаторные гитары, при этом он отдаёт предпочтение красным гитарам, по его словам потому что его первая электрогитара была красной. В основном он играет на красном кастомном Fender Stratocaster, который оснащен двумя сингловыми звукоснимателями и одним хамбакером и значительно модифицирован по сравнению с обычной моделью Stratocaster. На сцене он предпочитает красную гитару Hamer со звукоснимателями Gibson P-100. Компания Gibson выпустила акустическую гитару Keb' Mo' Signature Bluesmaster, Martin Guitars выпустила гитару HD-28KM Keb' Mo' Limited Edition Signature .
Лауреат премии Americana Music Association 2021 года за выдающиеся достижения в области исполнительства.
Живёт в Нэшвилле, женат и имеет двух сыновей .
«С очаровательным чувством веры в человечество, очевидным в большинстве его треков, и очень интересным по текстуре голосом, этот человек успешно объединил традиционный дельта-блюз и современное подход к акустическому блюзу» .
«Как и Тадж Махал, его ближайший духовный предшественник, певец и гитарист Keb’ Mo’ вдыхает новую жизнь в архетипические афроамериканские музыкальные формы...Этот свободолюбивый традиционалист творит свою алхимию на сладком кантри-блюзе, жестком джук-джойнтовом джайве, быстром R&B и даже свежем джаз-попе в стиле Джорджа Бенсона» 
«Гитарист/вокалист Кеб Мо во многом опирается на старомодный стиль кантри-блюза Роберта Джонсона, сохраняя при этом свое звучание современным с оттенками соула и народного повествования» .

## Дискография

### Альбомы
| Дата             | Альбом                                           | Место в чарте | Место в чарте | Место в чарте | Место в чарте | Место в чарте | Примечания                                                                                 |
| Дата             | Альбом                                           | US            | AUS           | GER           | NZ            | SWI           | Примечания                                                                                 |
| ---------------- | ------------------------------------------------ | ------------- | ------------- | ------------- | ------------- | ------------- | ------------------------------------------------------------------------------------------ |
| 9 сентября 1980  | Rainmaker                                        | —             | —             | —             | —             | —             | Вышел под именем Кевин Мур                                                                 |
| 7 июня 1994      | Keb' Mo'                                         | —             | 88            | —             | —             | —             | Лауреат Blues Music Award, «Альбом кантри/акустического блюза», 1995                       |
| 18 июня 1996     | Just Like You                                    | 197           | 97            | 78            | 14            | 39            | Лауреат Грэмми, «Лучший альбом современного блюза», 1997                                   |
| 25 августа 1998  | Slow Down                                        | 109           | 89            | 38            | 6             | 35            | Лауреат Грэмми, «Лучший альбом современного блюза», 1999                                   |
| 10 октября 2000  | The Door                                         | 122           | —             | —             | 50            | —             | Номинант Грэмми, «Лучший альбом современного блюза»                                        |
| 4 декабря 2000   | Sessions at West 54th: Recorded Live in New York | —             | —             | —             | —             | —             | Запись 1997 года                                                                           |
| 5 июня 2001      | Big Wide Grin                                    | 199           | —             | —             | —             | —             | Номинант Грэмми, «Лучший музыкальный альбом для детей»                                     |
| 19 сентября 2003 | Martin Scorsese Presents the Blues: Keb' Mo'     | —             | —             | —             | —             | —             | Часть серии The Blues                                                                      |
| 10 февраля 2004  | Keep It Simple                                   | 149           | —             | —             | —             | 93            | Лауреат Грэмми, «Лучший альбом современного блюза», 2005                                   |
| 21 сентября 2004 | Peace... Back by Popular Demand                  | 174           | —             | —             | —             | —             |                                                                                            |
| 13 июня 2006     | Suitcase                                         | 176           | —             | —             | —             | —             | Номинант Грэмми, «Лучший альбом современного блюза»                                        |
| 20 октября 2009  | Live and Mo'                                     | —             | —             | —             | —             | —             | Шесть концертных и четыре студийных трека                                                  |
| 2 августа 2011   | The Reflection                                   | 81            | —             | —             | —             | —             | Номинант Грэмми, «Лучший альбом современного блюза»                                        |
| 22 апреля 2014   | BLUESAmericana                                   | 58            | —             | —             | —             | —             | Номинант Грэмми, «Лучший альбом традиционной американской музыки»                          |
| 15 апреля 2016   | Keb' Mo' Live – That Hot Pink Blues Album        | —             | —             | —             | —             | —             |                                                                                            |
| 5 мая 2017       | TajMo                                            | 80            | —             | —             | —             | 17            | В сотрудничестве с Тадж Махалом, лауреат Грэмми, «Лучший альбом современного блюза», 2017. |
| 14 июня 2019     | Oklahoma                                         | —             | —             | —             | —             | 41            | Лауреат Грэмми, «Лучший альбом традиционной американской музыки»                           |
| 18 октября 2019  | Moonlight, Mistletoe & You                       | —             | —             | —             | —             | —             | Достиг 1 места в чарте US Blues Albums (Billboard)                                         |
| January 21, 2022 | Good to Be...                                    | —             | —             | 64            | —             | 28            |                                                                                            |

### DVD
- Sessions at West 54th – Recorded Live in New York (1997)
- Exploring the Guitar with Keb' Mo' (2000)
- The Blues Guitar of Keb' Mo'' (2002)
- Keb' Mo' & Guests (2011)